# Cordillera Nombre de Dios
Cordillera Nombre de Dios är en bergskedja i Honduras. Den ligger i den centrala delen av landet, 190 km norr om huvudstaden Tegucigalpa.